# Deutsche Internationale Schule Pretoria
Die Deutsche Internationale Schule Pretoria (DSP) ist eine deutsch- und englischsprachige Schule in The Willows, Pretoria, Südafrika.

## Geschichte
Die DSP wurde im Dezember 1899 gegründet, und das erste Schulgebäude wurde 1900 offiziell eröffnet. Im Jahre 1924 zog die Schule in ein größeres Gebäude im Stadtzentrum von Pretoria um.
Im Jahr 1965 hatte die DSP 16 Lehrer und 399 Schüler von der Vorschule bis zur Klasse 7. Bis 1967 war die DSP eine reine Grundschule. Im Jahr 1968 wurde eine Klasse der Jahrgangsstufe 8 eingerichtet, 1969 folgte eine Klasse der Jahrgangsstufe 9, und so ging es weiter, bis die DSP 1972 ihre erste Matric-Klasse zum Abitur führte.
Da die Schule in den Räumlichkeiten im Stadtzentrum von Pretoria zu klein wurde, erwarb die DSP 1969 das heutige 15,5 ha große Grundstück. Der Bau der neuen Schule begann 1975, und die DSP zog 1977 offiziell um.
Im Jahr 1985 wurde der DSP-Kindergarten eröffnet, und 2013 eröffnete die Schule eine Kinderkrippe für Kinder ab 3 Monaten.
Mit dem Jahr 1988 startete die DSP das Programm „Bildung baut Brücken“, das sich an zuvor benachteiligte Schüler aus Mamelodi und Eersterust richtet. Seitdem haben über 800 Kinder an dem Programm teilgenommen, das durch einen finanziellen Zuschuss der Bundesrepublik Deutschland ermöglicht wird. Bei einer Feier zum 30-jährigen Bestehen des Programms am 8. November 2019 dankte der ehemalige südafrikanische Präsident Kgalema Motlanthe der DSP dafür, dass sie vor 30 Jahren eine Rolle bei der Schaffung eines neuen Südafrikas gespielt hat. „Die Entscheidung der Deutschen Schule war mutig und hat dem Prozess der Demokratisierung Südafrikas einen zusätzlichen Impuls gegeben“, sagte Motlanthe.
Im Jahr 2021 hat die DSP rund 80 Lehrkräfte und 800 Schüler, von der Kinderkrippe bis zur 12. Klasse.
Mit Beginn des Jahres 2022 ist Manuel Haß aus Aalen in Deutschland als Schulleiter der DSP tätig.

## Betrieb
Die Schule finanziert sich aus Schulgebühren, Spenden, Fundraising und Unterstützung durch die deutsche Regierung.
Sie basiert auf dem deutschen Unterrichtsmodell, das die Entwicklung der Selbstständigkeit der Kinder in den Vordergrund stellt, kritisches Denken fördert, die Eigenverantwortung der Kinder für ihren Lernprozess unterstützt und die Entwicklung kreativer Problemlösungsfähigkeiten betont.
Seit 1999 verfügt die Schule über ein neues Medien- und Computerzentrum, ein Kunst-, Handwerks- und Designzentrum, ein eigenes Musikzentrum und ein Robotiklabor.

## Lehrplan und Abschlussmöglichkeiten
Die DSP folgt den deutschen und südafrikanischen Lehrplänen, wobei Deutsch und Englisch sowohl als Muttersprache als auch als Fremdsprache unterrichtet werden.
Die Schule ist in die folgenden Phasen unterteilt: Früherziehung (einschließlich Kinderkrippe und Kindergarten), Grundschule (Vorschule bis Klasse 4), Sekundarstufe I (Klassen 5–9) und Sekundarstufe II (Klassen 10–12), die alle eng miteinander zusammenarbeiten.
In der Sekundarstufe I können die Schülerinnen und Schüler im Deutschunterricht einen Schulabschluss erwerben, der dem deutschen Hauptschulabschluss (Klasse 9) oder dem Realschulabschluss (Klasse 10) entspricht.
Am Ende der 9. Klasse entscheiden die Schülerinnen und Schüler in Vorbereitung auf den Eintritt in die Sekundarstufe II, ob sie das deutsche Kombi-Abitur oder das südafrikanische National Senior Certificate (NSC) erreichen wollen. Im NSC werden die Schülerinnen und Schüler in englischer Sprache auf die NSC-Prüfung am Ende der 12. Klasse vorbereitet, die vom Independent Examination Board (IEB) festgelegt wird. Diese kann dann durch das Deutsche Sprachdiplom (DSD II) ergänzt werden, das zum Studium in Deutschland berechtigt.
Die Unterrichtssprache im Kombi-Abitur ist hauptsächlich Deutsch und bietet die Möglichkeit, einen doppelten Schulabschluss zu erwerben (das deutsche internationale Abitur und das NSC).

## Oktoberfest
Pretorias jährliches Oktoberfest wurde erstmals 1977 an der DSP in The Willows veranstaltet, um Geld für die Schule zu sammeln. Zu den Attraktionen gehören eine authentische Oompah-Band, deutsche Speisen wie Eisbein, Bratwurst, Schnitzel, Brezeln und Lebkuchen sowie deutsche und lokale Biere. Zum ersten Mal in seiner Geschichte wurde das Oktoberfest in den Jahren 2020 und 2021 wegen der Covid-19-Pandemie abgesagt.

## Bekannte Schülerinnen und Schüler
- Kirsten Neuschäfer, Seglerin[10]

## Galerie

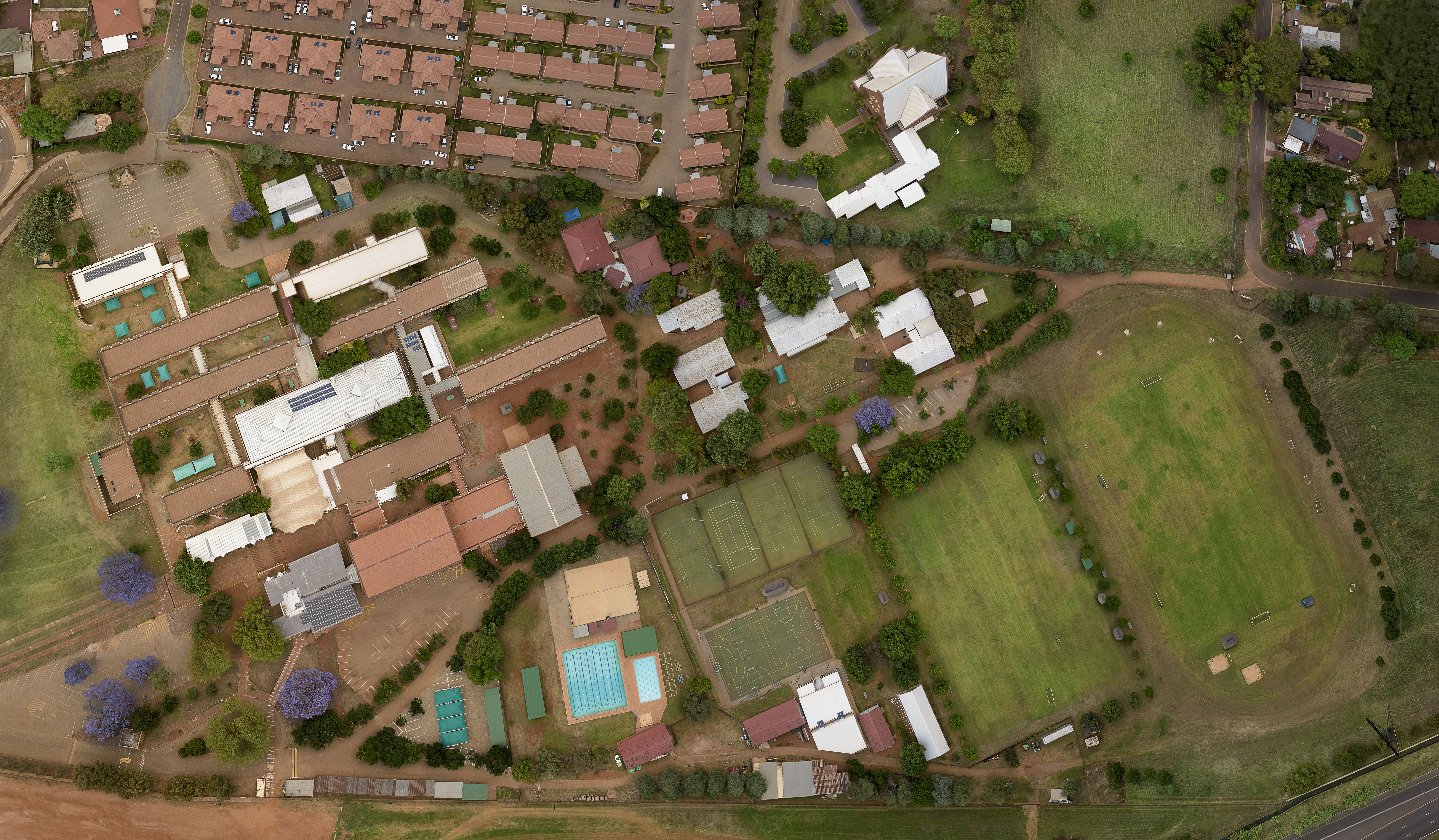
Luftaufnahme der DSP
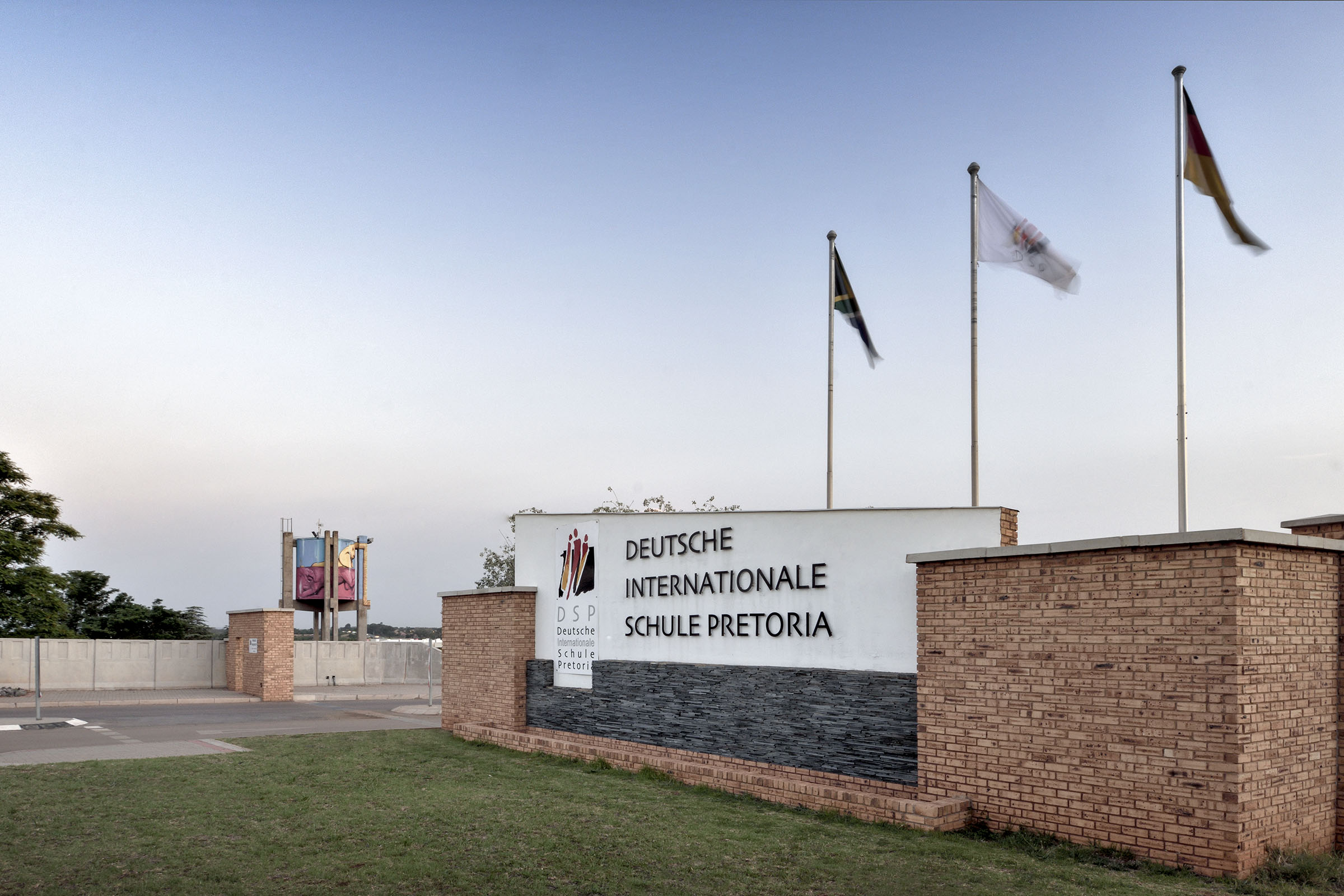
Haupteingang zur DSP
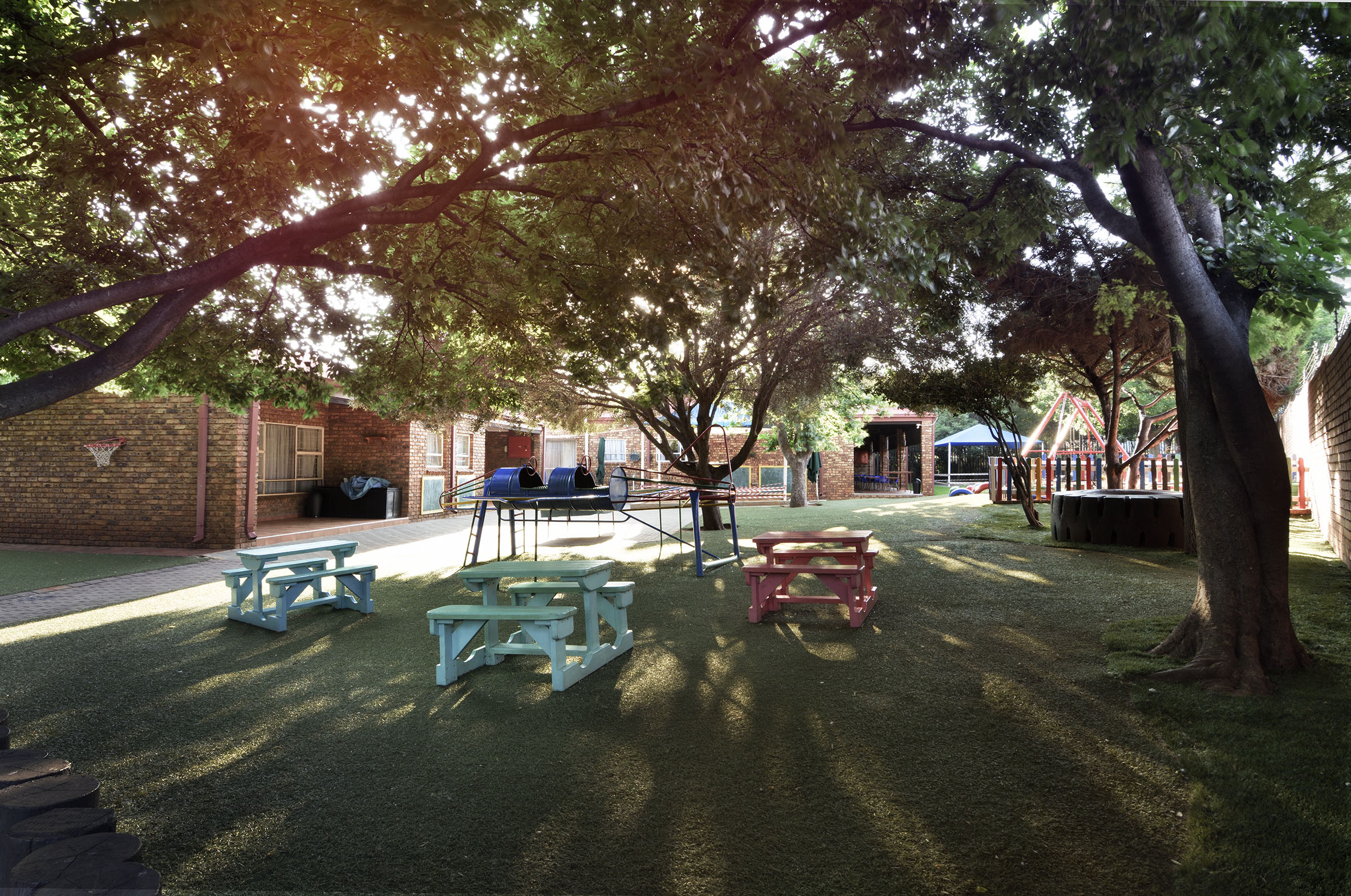
Kindergarten
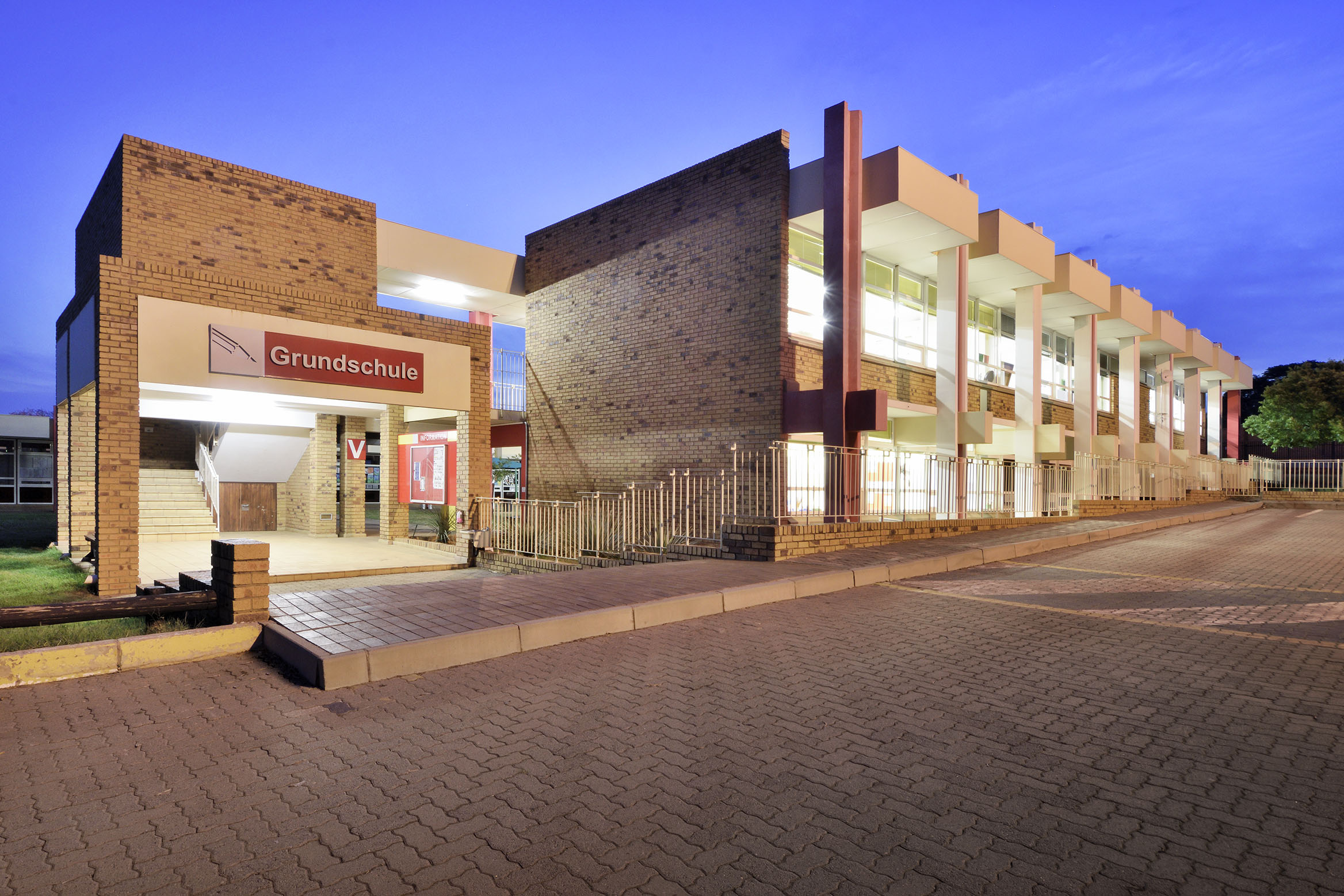
Grundschule
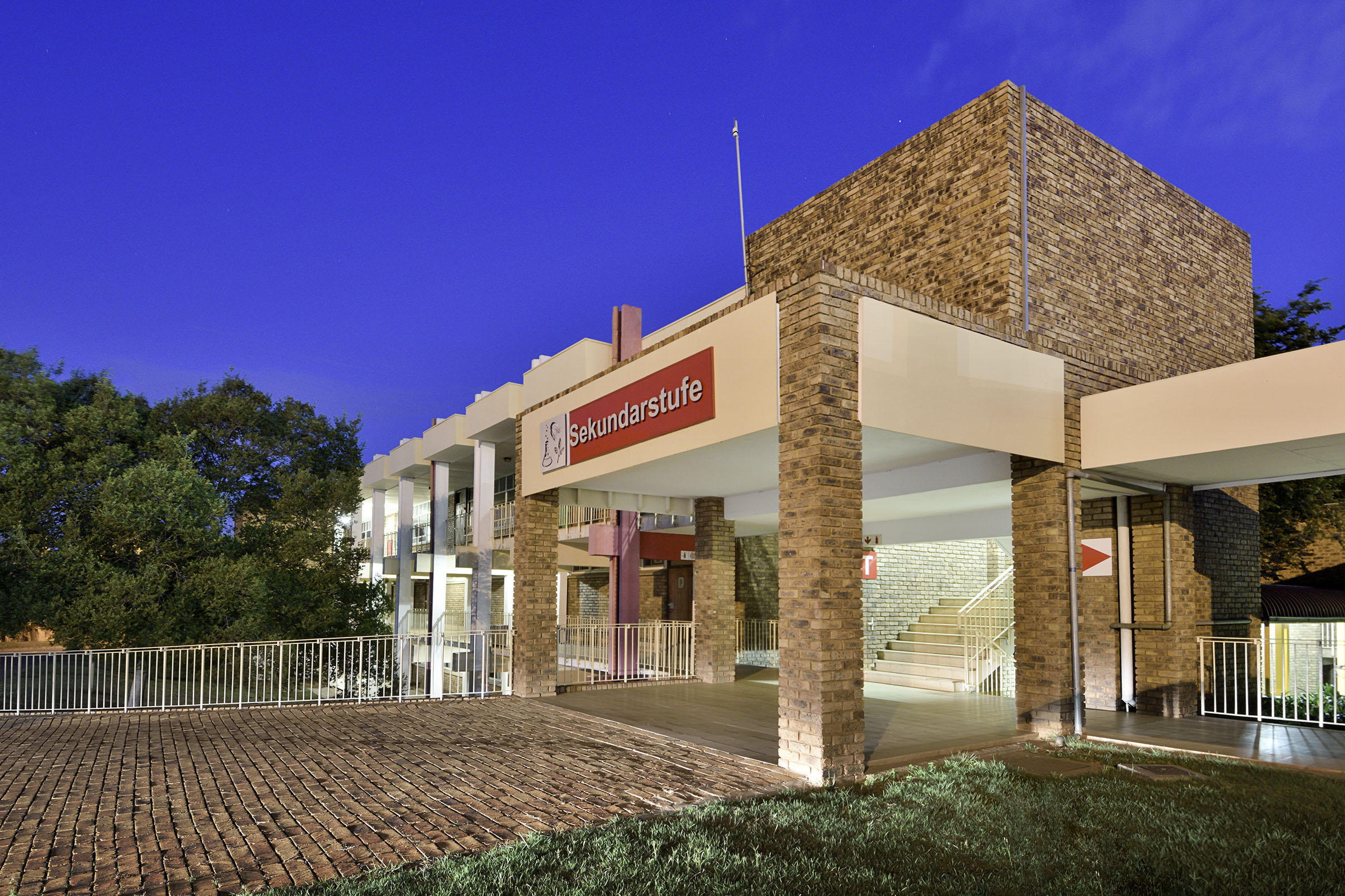
Sekundarstufe
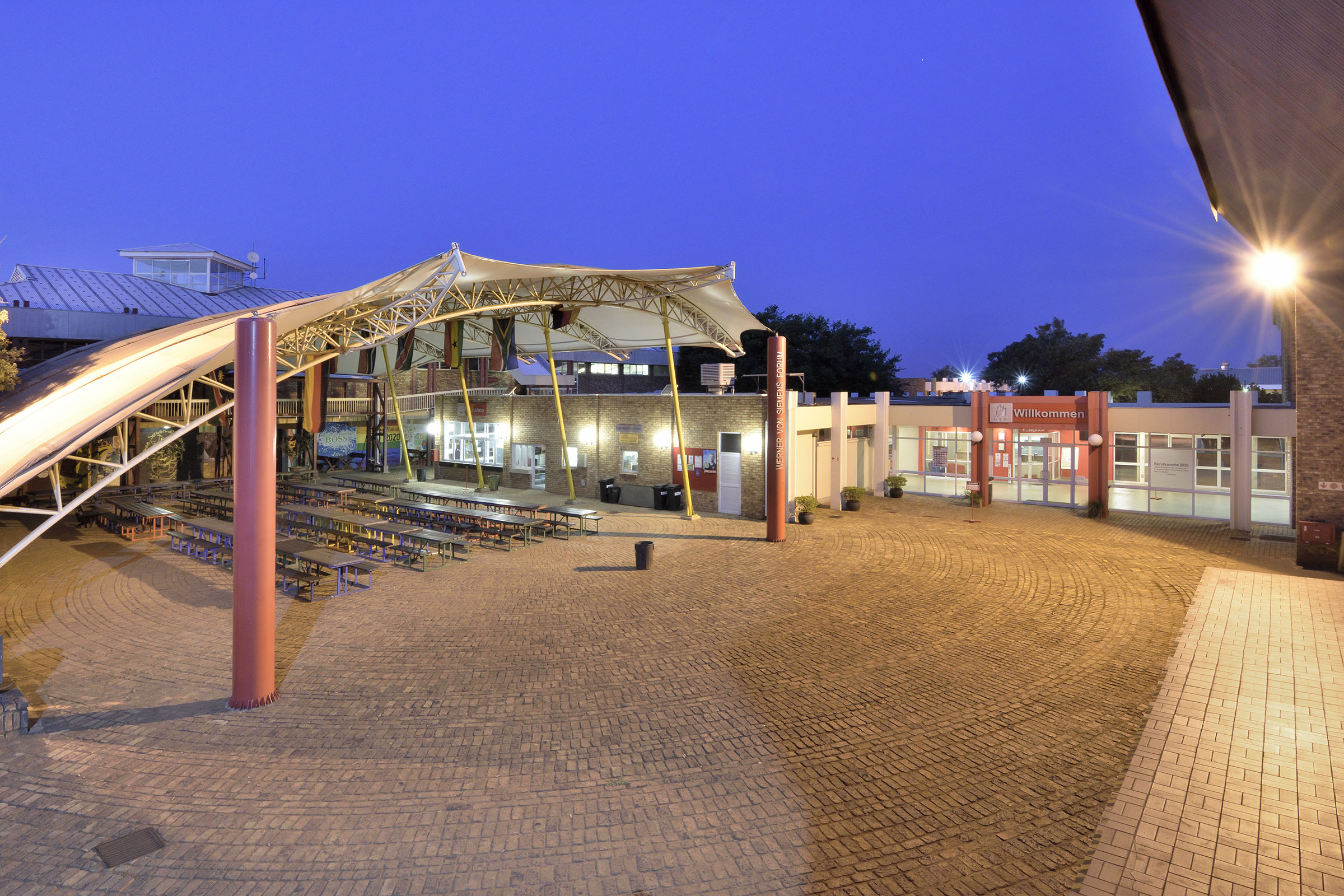
Siemens Forum